# Cleopatra 2525
Cleopatra 2525 est une série télévisée américaine de science-fiction en 28 épisodes de 23 ou 45 minutes créée par Robert Tapert et R.J. Stewart, diffusée entre le 17 janvier 2000 et le 5 mars 2001 en syndication. Elle constituait la première partie du bloc de programmation Back2Back Action Hour, suivie par Jack, le vengeur masqué (Jack of All Trades).
En France, la série a été diffusée à partir du 15 mai 2004 sur TF6.

## Synopsis
Trois femmes guerrières combattent des machines volantes contrôlant la Terre en 2525.

## Distribution
- Jennifer Sky (VF : Virginie Méry) : Cleopatra « Cleo »
- Gina Torres (VF : Françoise Dasque) : Helen « Hel » Carter
- Victoria Pratt (VF : Isabelle Maudet) : Rose « Sarge »
- Patrick Kake (en) (VF : Sydney Kotto) : Mauser
- Elizabeth Hawthorne (VF : Catherine Lafond) : la Voix
- Danielle Cormack (VF : Céline Duhamel) : Raina
- Joel Tobeck (VF : Frédéric Norbert) : Creegan
- Stacey Edgar : Lara
- Stephen Lovatt (en) : Schrager
- Mark Ferguson : Confessor
- Colin Moy : Quint
- Paolo Rotondo : Porter

 Source et légende : version française (VF) sur RS Doublage et DSD

## Épisodes

### Première saison (2000)
1. titre français inconnu (Quest for Firepower)
2. titre français inconnu (Creegan)
3. titre français inconnu (Flying Lessons)
4. titre français inconnu (Mind Games)
5. titre français inconnu (Home)
6. titre français inconnu (Rescue)
7. titre français inconnu (Run Cleo Run)
8. titre français inconnu (Choices)
9. titre français inconnu (Perceptions)
10. titre français inconnu (Trial and Error)
11. titre français inconnu (Double)
12. titre français inconnu (Last Stand)
13. titre français inconnu (Hel and High Water (Part 1))
14. titre français inconnu (Hel and High Water (Part 2))

### Deuxième saison (2000-2001)
1. titre français inconnu (The Watch)
2. titre français inconnu (Baby Boom)
3. titre français inconnu (Brain Drain)
4. titre français inconnu (Mauser's Day Out)
5. titre français inconnu (Reality Check)
6. titre français inconnu (The Pod Whisperer)
7. titre français inconnu (Out of Body)
8. titre français inconnu (Juggernaut Down)
9. titre français inconnu (Truth be Told)
10. titre français inconnu (In Your Boots)
11. titre français inconnu (The Soldier Who Fell From Grace)
12. titre français inconnu (No Thanks for the Memories)
13. titre français inconnu (Noir or Never)
14. titre français inconnu (The Voice)

## Commentaires
Le thème musical du générique de la série, interprété par Gina Torres, est une reprise de la chanson In the Year 2525 par Zager and Evans sortie en 1969, les paroles ayant été modifiées.